# Quân hàm Lục quân Anh
Dưới đây là các cấp bậc thuộc lực lượng Lục quân Anh.

## Hệ thống quân hàm
| Mã NATO        | OF-10                           | OF-10                           | OF-9                                 | OF-9                                 | OF-8                                      | OF-8                            | OF-7                              | OF-7                           | OF-6                               | OF-6                               | OF-5     | OF-5     | OF-4               | OF-4               | OF-3     | OF-3     | OF-2     | OF-2     | OF-1       | OF-1       | OF-1       | OF-1              | OF-1              | OF-1              | OF(D)            | OF(D)            | OF(D)            | OF(D)            | OF(D)                   | OF(D)                   | Học viên sĩ quan        | Học viên sĩ quan        | Học viên sĩ quan        | Học viên sĩ quan        | Học viên sĩ quan        | Học viên sĩ quan        |
| -------------- | ------------------------------- | ------------------------------- | ------------------------------------ | ------------------------------------ | ----------------------------------------- | ------------------------------- | --------------------------------- | ------------------------------ | ---------------------------------- | ---------------------------------- | -------- | -------- | ------------------ | ------------------ | -------- | -------- | -------- | -------- | ---------- | ---------- | ---------- | ----------------- | ----------------- | ----------------- | ---------------- | ---------------- | ---------------- | ---------------- | ----------------------- | ----------------------- | ----------------------- | ----------------------- | ----------------------- | ----------------------- | ----------------------- | ----------------------- |
| Lục quân Anh · | Field marshal                   | Field marshal                   | General                              | General                              | Lieutenant-general                        | Lieutenant-general              | Major-general                     | Major-general                  | Brigadier                          | Brigadier                          | Colonel  | Colonel  | Lieutenant-colonel | Lieutenant-colonel | Major    | Major    | Captain  | Captain  | Lieutenant | Lieutenant | Lieutenant | Second lieutenant | Second lieutenant | Second lieutenant | Officer cadet    | Officer cadet    | Officer cadet    | Officer cadet    | Officer cadet           | Officer cadet           | Không có tương đương    | Không có tương đương    | Không có tương đương    | Không có tương đương    | Không có tương đương    | Không có tương đương    |
| Lục quân Anh · | Field marshal                   | Field marshal                   | General                              | General                              | Lieutenant-general                        | Lieutenant-general              | Major-general                     | Major-general                  | Brigadier                          | Brigadier                          | Colonel  | Colonel  | Lieutenant colonel | Lieutenant colonel | Major    | Major    | Captain  | Captain  | Lieutenant | Lieutenant | Lieutenant | Second lieutenant | Second lieutenant | Second lieutenant | Officer cadet    | Officer cadet    | Officer cadet    | Officer cadet    | Officer cadet           | Officer cadet           | Không có tương đương    | Không có tương đương    | Không có tương đương    | Không có tương đương    | Không có tương đương    | Không có tương đương    |
| Lục quân Anh · | Thống chế                       | Thống chế                       | Đại tướng                            | Đại tướng                            | Trung tướng                               | Trung tướng                     | Thiếu tướng                       | Thiếu tướng                    | Chuẩn tướng                        | Chuẩn tướng                        | Đại tá   | Đại tá   | Trung tá           | Trung tá           | Thiếu tá | Thiếu tá | Đại úy   | Đại úy   | Trung úy   | Trung úy   | Trung úy   | Thiếu úy          | Thiếu úy          | Thiếu úy          | Học viên sĩ quan | Học viên sĩ quan | Học viên sĩ quan | Học viên sĩ quan | Học viên sĩ quan        | Học viên sĩ quan        | Không có tương đương    | Không có tương đương    | Không có tương đương    | Không có tương đương    | Không có tương đương    | Không có tương đương    |
| Mã NATO        | OR-9                            | OR-9                            | OR-9                                 | OR-9                                 | OR-9                                      | OR-9                            | OR-8                              | OR-8                           | OR-7                               | OR-7                               | OR-6     | OR-6     | OR-6               | OR-6               | OR-6     | OR-6     | OR-5     | OR-5     | OR-5       | OR-5       | OR-5       | OR-5              | OR-4              | OR-4              | OR-4             | OR-4             | OR-3             | OR-3             | OR-2                    | OR-2                    | OR-2                    | OR-2                    | OR-2                    | OR-2                    | OR-1                    | OR-1                    |
| Lục quân Anh · |                                 |                                 |                                      |                                      |                                           |                                 |                                   |                                |                                    |                                    |          |          |                    |                    |          |          |          |          |            |            |            |                   |                   |                   |                  |                  |                  |                  | Không có phhù hiệu      | Không có phhù hiệu      | Không có phhù hiệu      | Không có phhù hiệu      | Không có phhù hiệu      | Không có phhù hiệu      | Không có phhù hiệu      | Không có phhù hiệu      |
| Lục quân Anh · | Army Sergeant Major             | Army Sergeant Major             | Conductor Royal Logistic Corps       | Conductor Royal Logistic Corps       | Garrison Sergeant Major (London District) | Regimental Sergeant Major       | Regimental Quartermaster Sergeant | Company Sergeant Major         | - Staff sergeant - Colour sergeant | - Staff sergeant - Colour sergeant | Sergeant | Sergeant | Sergeant           | Sergeant           | Sergeant | Sergeant | Sergeant | Sergeant | Sergeant   | Sergeant   | Sergeant   | Sergeant          | Corporal          | Corporal          | Corporal         | Corporal         | Lance corporal   | Lance corporal   | Private (or equivalent) | Private (or equivalent) | Private (or equivalent) | Private (or equivalent) | Private (or equivalent) | Private (or equivalent) | Private (or equivalent) | Private (or equivalent) |
| Lục quân Anh · | Warrant officer class 1         | Warrant officer class 1         | Warrant officer class 1              | Warrant officer class 1              | Warrant officer class 1                   | Warrant officer class 1         | Warrant officer class 2           | Warrant officer class 2        | - Staff sergeant - Colour sergeant | - Staff sergeant - Colour sergeant | Sergeant | Sergeant | Sergeant           | Sergeant           | Sergeant | Sergeant | Sergeant | Sergeant | Sergeant   | Sergeant   | Sergeant   | Sergeant          | Corporal          | Corporal          | Corporal         | Corporal         | Lance corporal   | Lance corporal   | Private (or equivalent) | Private (or equivalent) | Private (or equivalent) | Private (or equivalent) | Private (or equivalent) | Private (or equivalent) | Private (or equivalent) | Private (or equivalent) |
| Lục quân Anh · | Trung sĩ cố vấn Quân đội        | Trung sĩ cố vấn Quân đội        | Đốc công Quân đoàn Hậu cần Hoàng gia | Đốc công Quân đoàn Hậu cần Hoàng gia | Trung sĩ cố vấn Đồn trú (Quận Luân Đôn)   | Trung sĩ cố vấn Trung đoàn      | Trung sĩ hậu cần Trung đoàn       | Trung sĩ cố vấn Đại đội        | - Trung sĩ tham mưu - Trung sĩ màu | - Trung sĩ tham mưu - Trung sĩ màu | Trung sĩ | Trung sĩ | Trung sĩ           | Trung sĩ           | Trung sĩ | Trung sĩ | Trung sĩ | Trung sĩ | Trung sĩ   | Trung sĩ   | Trung sĩ   | Trung sĩ          | Hạ sĩ             | Hạ sĩ             | Hạ sĩ            | Hạ sĩ            | Hạ sĩ trợ lí     | Hạ sĩ trợ lí     | Binh (hoặc tương đương) | Binh (hoặc tương đương) | Binh (hoặc tương đương) | Binh (hoặc tương đương) | Binh (hoặc tương đương) | Binh (hoặc tương đương) | Binh (hoặc tương đương) | Binh (hoặc tương đương) |
| Lục quân Anh · | Chuẩn úy hạng 1 (Chuẩn úy nhất) | Chuẩn úy hạng 1 (Chuẩn úy nhất) | Chuẩn úy hạng 1 (Chuẩn úy nhất)      | Chuẩn úy hạng 1 (Chuẩn úy nhất)      | Chuẩn úy hạng 1 (Chuẩn úy nhất)           | Chuẩn úy hạng 1 (Chuẩn úy nhất) | Chuẩn úy hạng 2 (Chuẩn úy nhì)    | Chuẩn úy hạng 2 (Chuẩn úy nhì) | - Trung sĩ tham mưu - Trung sĩ màu | - Trung sĩ tham mưu - Trung sĩ màu | Trung sĩ | Trung sĩ | Trung sĩ           | Trung sĩ           | Trung sĩ | Trung sĩ | Trung sĩ | Trung sĩ | Trung sĩ   | Trung sĩ   | Trung sĩ   | Trung sĩ          | Hạ sĩ             | Hạ sĩ             | Hạ sĩ            | Hạ sĩ            | Hạ sĩ trợ lí     | Hạ sĩ trợ lí     | Binh (hoặc tương đương) | Binh (hoặc tương đương) | Binh (hoặc tương đương) | Binh (hoặc tương đương) | Binh (hoặc tương đương) | Binh (hoặc tương đương) | Binh (hoặc tương đương) | Binh (hoặc tương đương) |

1. ↑  “Rank structure”. army.mod.uk. British Army. Truy cập ngày 27 tháng 5 năm 2021.